# Echthistatus spinosus
Echthistatus spinosus – gatunek chrząszcza z rodziny kózkowatych i podrodziny zgrzypikowych. Jedyny przedstawiciel rodzaju Echthistatus.

## Zasięg występowania
Gatunek ten występuje w Meksyku, notowany w stanie Oaxaca.